# Dionisio Memmo
Dionisio Memmo   (Venècia, segle XV - segle XVI) fou un compositor i organista italià del Renaixement.

## Biografia
Membre de la noble família veneciana de Memo o Memmo, era membre de l'Orde de la Santa Creu. Havia estat deixeble de Zuan Maria Marin, organista de la Cappella Marciana, i de Paul Hofhaimer, considerat llavors com el més gran organista alemany.
Es va convertir en cantant a la basílica de Sant Marc, sota la direcció de Pietro de Fossis. El 22 de setembre de 1507 va ser nomenat organista en substitució del seu difunt mestre Marin. El 12 de gener de 1511 va ser denunciat a la cort de Frederic II de Màntua.
El setembre de 1516 va anar a Anglaterra, deixant el seu lloc a Sant Marc, amb la protecció de l'ambaixador de la República de Venècia, Sebastiano Giustiniani, que el va presentar al cardenal Thomas Wolsey, Lord Canceller del regne, i el va presentar a la cort d'Enric VIII, també músic, i de la reina Caterina d'Aragó. Posteriorment, va obtenir la dispensa necessària de l'Orde i va ser nomenat rector de Saint-Pierre; fou nomenat capellà del rei i cap dels músics de la cort.
Després de la creació de la Lliga de Cambrai, es va veure obligat a deixar Anglaterra cap a Portugal. Tot i això, a causa d'un naufragi de camí, va haver d'aturar-se el 1526 a Espanya on va ser, durant un any, el 1539, organista de la catedral de Santiago de Compostel·la.
Després de 1539, ja no tenim més informació sobre Memmo.